# Liste der Monuments historiques in Petit-Landau
Die Liste der Monuments historiques in Petit-Landau führt die Monuments historiques in der französischen Gemeinde Petit-Landau auf.

## Liste der Bauwerke
| Bezeichnung          | Beschreibung                                                                     | Standort                  | Kennzeichnung | Schutzstatus | Datum | Bild           |
| -------------------- | -------------------------------------------------------------------------------- | ------------------------- | ------------- | ------------ | ----- | -------------- |
| Château de Butenheim | Ruine einer Motte aus der zweiten Hälfte des 11. Jahrhunderts, vor 1772 zerstört | nördlich des Ortes (Lage) | PA00085582    | Inscrit      | 1964  | weitere Bilder |

## Liste der Objekte
| Bezeichnung               | Beschreibung                       | Standort                       | Kennzeichnung | Schutzstatus | Datum | Bild |
| ------------------------- | ---------------------------------- | ------------------------------ | ------------- | ------------ | ----- | ---- |
| Gemälde Mariä Himmelfahrt | Ölfarbe auf Leinwand, 1780er Jahre | in der Kirche St-Martin (Lage) | PM68000285    | Classé       | 1976  |      |
| Gemälde Heiliger Ludwig   | Ölfarbe auf Leinwand, 1780er Jahre | in der Kirche St-Martin (Lage) | PM68000286    | Classé       | 1976  |      |